# Handboll vid olympiska sommarspelen 1988
Handbollsturneringen vid olympiska sommarspelen 1988 avgjordes i Seoul.

## Medaljfördelning
| Gren                            | Guld | Silver | Brons |
| Damernas turnering Detaljer...  | Sydkorea Song Ji-hyun Han Hyun-sook Kim Choon-rye Kim Myung-soon Lee Ki-soon Kim Hyun-mee Kim Mi-sook Suk Min-hee Son Mi-ha Lim Mi-kyung Kim Kyung-soon Sung Kyung-hwa                                                                        | Norge Cathrine Svendsen Heidi Sundal Hanne Hegh Hanne Hogness Karin Singstad Trine Haltvik Ingrid Steen Karin Pettersen Annette Skotvoll Kristin Midthun Kjerstin Andersen Berit Digre Susann Goksør Marthe Eliasson Vibeke Johnsen | Sovjetunionen Natalyja Mitryjuk Larisa Karlova Zinajida Turtjina Marina Bazanova Natalija Morskova Tatyjana Gorb Elena Nemasjkalo Tatyjana Dijandigava Natalyja Anisimova Natalyja Lapitskaja Svetlana Mankova Jevgenija Tovstogan Olga Semenova Natalyja Rusnatjenko Elina Guseva |
| Herrarnas turnering Detaljer... | Sovjetunionen Andrej Lavrov Aleksandr Tutjkin Aleksandr Karsjakevitj Jurij Nesterov Georgij Sviridenko Andrej Tjumentsev Michail Vasiljev Jurij Sjevtsov Vjatjeslav Atavin Valdemar Novitskij Igor Tjumak Konstantin Sjarovarov Valerij Gopin | Sydkorea Yoon Tae-il Kim Jae-hwan Shin Yung-suk Park Do-hun Park Young-dae Koh Suk-chang Roh Hyun-suk Oh Young-ki Choi Suk-jae Kang Jae-won Lee Sang-hyo Lim Jin-suk Shim Jae-hong                                                  | Jugoslavien Momir Rnić Zlatko Saračević Iztok Puc Goran Perkovac Irfan Smajlagić Zlatko Portner Veselin Vujović Jožef Holpert Mirko Bašić Alvaro Načinović Slobodan Kuzmanovski Ermin Velić Rolando Pušnik Boris Jarak Muhamed Memić                                               |

## Grupper

### Herrar
Herrarnas turnering innehöll tolv lag i två grupper.
| Grupp A: - Sovjetunionen - Jugoslavien - Sverige - Island - Algeriet - USA | Grupp B: - Sydkorea - Ungern - Tjeckoslovakien - Östtyskland - Spanien - Japan |

### Damer
Damernas turnering innehöll åtta lag i två grupper.
| Grupp A: - Sydkorea - Jugoslavien - Tjeckoslovakien - USA | Grupp B: - Sovjetunionen - Norge - Kina - Elfenbenskusten |

Då alla lagen mött varandra gick de fyra bäst placerade vidare till kvartsfinalerna.

## Medaljtabell
| Pl. | Nation        | Guld | Silver | Brons | Totalt |
| --- | ------------- | ---- | ------ | ----- | ------ |
| 1   | Sydkorea      | 1    | 1      | 0     | 2      |
| 2   | Sovjetunionen | 1    | 0      | 1     | 2      |
| 3   | Norge         | 0    | 1      | 0     | 1      |
| 4   | Jugoslavien   | 0    | 0      | 1     | 1      |